# Episodi di El ministerio del tiempo (seconda stagione)
La seconda stagione della serie televisiva El ministerio del tiempo, composta da 13 episodi, è stata trasmessa in Spagna per la prima volta sul canale La 1 della Televisión Española (TVE) dal 15 febbraio 2016.
| nº | Titolo originale               | Titolo italiano | Prima TV Spagna  | Prima TV Italia |
| -- | ------------------------------ | --------------- | ---------------- | --------------- |
| 1  | Tiempo de leyenda              |                 | 15 febbraio 2016 |                 |
| 2  | El tiempo en sus manos         |                 | 22 febbraio 2016 |                 |
| 3  | Tiempo de hidalgos             |                 | 28 febbraio 2016 |                 |
| 4  | El monasterio del tiempo       |                 | 7 marzo 2016     |                 |
| 5  | Un virus de otro tiempo        |                 | 14 marzo 2016    |                 |
| 6  | Tiempo de magia                |                 | 21 marzo 2016    |                 |
| 7  | Tiempo de valientes I          |                 | 28 marzo 2016    |                 |
| 8  | Tiempo de valientes II         |                 | 4 aprile 2016    |                 |
| 9  | Óleo sobre tiempo              |                 | 25 aprile 2016   |                 |
| 10 | Separadas por el tiempo        |                 | 2 maggio 2016    |                 |
| 11 | Tiempo de lo oculto            |                 | 9 maggio 2016    |                 |
| 12 | Hasta que el tiempo nos separe |                 | 16 maggio 2016   |                 |
| 13 | Cambio de tiempo               |                 | 23 maggio 2016   |                 |

## Tiempo de leyenda
- Diretto da: Marc Vigil
- Scritto da: Diana Rojo e Javier Olivares

### Trama
Il Ministero si sta ancora riprendendo dal duro colpo subito a causa del tradimento di Irene Larra. Lola Mendieta è detenuta nella prigione temporale del castello di Huesca nel 1053 (in realtà si tratta del castello di Loarre, situato a 30 km a nord-ovest di Huesca). Julián alterna di continuo periodi di riposo e terapie psicologiche con momenti di depressione a causa del fallimento del tentativo di salvare sua moglie Maite (morta in un incidente di cui lui stesso, col suo tentativo di evitarne la fine, è stato causa indiretta). Nel frattempo si presenta un nuovo problema da risolvere: la scoperta di alcuni resti che in base alla datazione al radiocarbonio presumibilmente appartengono al Cid Campeador. Il problema è che esistono già dei resti ritenuti di tale personaggio che riposano nella cattedrale di Burgos. Le domande che sorgono sono due: forse esistevano due Cid, oppure uno era quello vero e l'altro quello falso? Amelia e Alonso viaggiano nel XI secolo per indagare. Per questa missione, Salvador decide di inviare Ambrogio Spinola al posto di Julián, che a causa della sua instabilità psicologica viene trattenuto, con suo disappunto, nell'infermeria del ministero. Sentendosi ormai escluso, in un momento di profonda depressione Julián decide di abbandonare il ministero e fugge per una porta del tempo a Cuba nel 1898, al tempo della guerra ispano-americana.
- Interpreti: Ramón Langa (Ambrogio Spinola), Sergio Peris-Mencheta (Rogelio Buendía Ortiz/il falso Cid), Richard Sahagún (Ortigosa), Abdelatif Hwidar (Yusuf Hwidar), Savitri Ceballos (Jimena), David Sainz (agente del Ministero), Vicente Colomar (Blas de Lezo), Luis G. Gámez (Ramón Menéndez Pidal), Pablo Scola (Charlton Heston)
- Ascolti Spagna: spettatori 2.839.000 (14,6%)[4]

- Apparizione speciale: Antonio Velázquez (Rodrigo Díaz de Vivar)

## El tiempo en sus manos
- Diretto da: Marc Vigil
- Scritto da: Javier Pascual, Peris Romano e Javier Olivares

### Trama
Dopo la fuga di Julián, Salvador attiva il sistema di ricerca interna del ministero per fare in modo che non possa utilizzare altre porte del tempo spostandosi in epoche diverse. L'effetto provocato su Amelia e Alonso dall'assenza del loro compagno è devastante. Nel frattempo, un poliziotto del 1981 arriva nell'anno 2016 inseguendo un serial killer che è fuggito passando attraverso una porta del tempo nascosta dentro un armadio. Si tratta di Jesús Méndez (Hugo Silva), conosciuto come Pacino per la sua somiglianza con Al Pacino, il protagonista del film Serpico, il quale scoprirà non solo che è possibile viaggiare nel tempo, ma anche che secondo gli archivi della polizia è ritenuto colpevole degli omicidi seriali e risulta scomparso dal 1981. Per dimostrare la propria innocenza, dovrà catturare l'assassino, ma data la sua ignoranza del futuro in cui si trova, dovrà ricorrere all'aiuto di Amelia e Alonso
- Interpreti: Andrés Gertrúdix (Francisco Morán Ruiz); Santiago Meléndez (Luis Méndez); Antonio Reyes (padre di Morán); Ximena Vera (madre di Morán); Diego Braguinsky (cameriere); Carmela Lloret (prima vittima); Eva Llorach (seconda vittima); Diego Rosillo (compagno di pattuglia di Pacino); Ariel Carmona (il Bocas); Mariano Estudillo (il Pesicolo).

## Tiempo de hidalgos
- Diretto da: Abigail Schaaff
- Scritto da: Carlos de Pando e Anaïs Schaaff

### Trama
Il Ministero del Tempo riceve una comunicazione urgente del 1604 proveniente dalla stamperia di Juan de la Cuesta, che si trova in calle Atocha, al numero 87. In conseguenza degli accordi verbali intercorsi con Miguel de Cervantes, tutto è pronto per la stampa dell' editio princeps dell'opera letteraria El ingenioso Hidalgo don Quijote de la Mancha, tuttavia risulta che l'autore non ha presentato l'originale del manoscritto al Consiglio di Castiglia (il principale centro di potere della struttura di governo della Monarchia spagnola dal XVI al XIX secolo) per richiedere la licenza di stampa. Questo potrebbe comportare come conseguenza che il Don Chisciotte non veda la luce nell'anno 1605 (come è storicamente accaduto), o peggio, che non venga mai pubblicato. La cosa non sembra però preoccupare particolarmente lo stesso Cervantes, più impegnato a ricercare il successo e la fama nel mondo del teatro. Per risolvere il caso, Pacino entrerà per la prima volta a far parte della pattuglia, e non gli sarà facile andare d'accordo con Amelia e Alonso.
- Interpreti: Pere Ponce (Miguel de Cervantes); Jimmy Shaw (lord Charles York/Paul Walcott); Markos Marín (John Bennet); Pilar Massa, Jesús Hierónides, Isidre Monserrat, Juanfra Juárez (attori della compagnia di Cervantes); David Moreno; José Ramón Iglesias (bidello); Miguel Rellán (Gil Pérez)
- Apparizioni speciali: Víctor Clavijo (Lope de Vega); Manuel de Blas (Blas Duarte).

## El monasterio del tiempo
- Diretto da: Jorge Dorado
- Scritto da: Diana Rojo, Peris Romano, Anaïs Schaaff e Javier Olivares

### Trama
Nel Natale dell'anno 1808, Napoleone Bonaparte si trovò a trascorrere la notte nel monastero di Santa Clara di Tordesillas. Nello stesso monastero le truppe napoleoniche tenevano prigionieri tre uomini: il curato di Tordesillas e due spagnoli accusati di spiare il movimento dei francesi nella zona. Secondo la storia, l'intervento della badessa convinse Napoleone a non fucilare i tre uomini. Tuttavia è giunta al ministero la notizia che la badessa è accidentalmente morta prima di poter parlare con Napoleone. La morte di questi tre prigionieri non sarebbe così determinante, se non fosse per il fatto che uno dei tre è un antenato di Adolfo Suárez. Se la storia dovesse cambiare e Napoleone facesse fucilare i prigionieri, Adolfo Suárez non potrebbe mai nascere. Vi è il problema di trovare qualcuno che possa impersonare la badessa, e con estrema sorpresa di tutti la prescelta è Angustias, la segretaria del ministero.
- Interpreti: Fernando Cayo (Napoleone Bonaparte); Ismael Martínez (Rodolfo Suárez); Jordi Martínez (maresciallo Ney); Nadia de Santiago (Rosa del Amo); Selica Torcal (suor Flora); Aránzazu Zárate (suor Paula); Sonia Almarcha (suor Antonia); Nacho Ortega (prigioniero)
- Apparizione speciale: Antonio Durán "Morris" (padre Víctor)

## Un virus de otro tiempo
- Diretto da: Abigail Schaaff
- Scritto da: Juanjo Muñoz e Javier Pascual

### Trama
Durante una missione nell'anno 1918 per assistere alla nascita di Carmen Amaya, Irene si ammala contraendo l'influenza spagnola. Il dottor Vargas, che l'accompagnava nella missione, decide di tornare al Ministero senza di lei, seguendo il solito procedimento da applicare nel caso in cui un agente del ministero venga contagiato da una malattia infettiva. Ciò nonostante, Susana Torres, la nuova direttrice del ministero (che ha sostituito Salvador), ordina che Irene venga riportata al tempo presente e curata all'interno del ministero stesso. A causa di ciò, una gran parte dei membri del ministero viene contagiata da una malattia che dal 1918 al 1920 provocò milioni di morti e di cui non esiste il vaccino. La Torres si vede pertanto obbligata a mettere tutti in quarantena, isolandoli dal mondo esterno per evitare che il morbo si estenda attraverso il tempo. All'interno del ministero, l'influenza inizia a causare le prime vittime. E Susana Torres scoprirà che governare il ministero non è così facile come credeva.
- Interpreti: José Luis Torrijo (dottor Vargas); José Ramón Iglesias (Germán); Tania Villamarín (María Pita); Garbiñe Isausti (infermiera); Joaquín Gómez (padre di Germán); Susana Córdoba (Blanca); Jaime Zatarain (Ramón); Pepe Zafra (Diego Velázquez da giovane); Guillermo Vallverdú (Mariano); Javier Laorden (Pepe); Juan Carlos Villanueva (Gregorio Marañón)
- Apparizione speciale: Elena Furiase (Micaela Amaya)

## Tiempo de magia
- Diretto da: Paco Plaza
- Scritto da: Javier Pascual, Juanjo Muñoz, Anaïs Schaaff e Javier Olivares

### Trama
Joaquín Argamasilla è un giovane che durante gli anni 20 afferma di avere il dono di vedere attraverso gli oggetti, perfino con gli occhi bendati, ed è conosciuto come l'uomo dagli occhi ai raggi X. Tra i suoi ammiratori conta personalità famose come Ramón María del Valle-Inclán o Santiago Ramón y Cajal. Quando la sua fama si diffonde anche all'estero, viene invitato nel 1924 a New York dal famoso illusionista ed escapista Harry Houdini per dimostrare l'effettiva realtà dei suoi poteri. La situazione è complicata dal fatto che Argamasilla è anche un agente del Ministero della sua epoca e si sospetta che possa tradire rivelando l'esistenza dei viaggi nel tempo agli americani. La pattuglia deve perciò accompagnarlo in incognito a New York per impedire che ciò accada, nel caso che i sospetti si rivelino fondati.
- Interpreti: Miki Esparbé (Joaquín Argamasilla); Gary Piquer (Harry Houdini); Markos Marín (John Bennet); Rick Zingale (Gromek); Mari Carmen Sánchez (Josefa "la pettinatrice"); Miguel Hermoso (John Edgar Hoover); Juan Carlos Sánchez (Ramón María del Valle-Inclán); Juan Antonio Quintana (Santiago Ramón y Cajal); Algis A. Pinedo (Ferguson); María Rodríguez (Enriqueta); Pedro Miguel Martínez (padre di Argamasilla); Agnes Kiraly (madre di Houdini)
- Apparizione speciale: Maru Valdivieso (Jean Leckie, moglie di Arthur Conan Doyle)

## Tiempo de valientes I
- Diretto da: Marc Vigil
- Scritto da: Carlos de Pando e Anaïs Schaaff

### Trama
Julián abbandona Cuba, nel mezzo della guerra ispano-americana, perché il Ministero ha scoperto dove si trova, ma non potendo utilizzare le porte del tempo per non essere rintracciato, riesce a salire su una nave che lo porta a Manila, nelle Filippine, dove l'esercito spagnolo sta combattendo contro gli insorti del Katipunan, durante la Rivoluzione filippina. Quello che non sa ancora è che sta per entrare a far parte del gruppo degli "ultimi delle Filippine", i 60 soldati spagnoli che resistettero per 337 giorni (dal 30 giugno 1898 al 2 giugno 1899) nel villaggio di Baler all'assedio delle preponderanti forze degli insorti filippini. Nel frattempo, Salvador torna a dirigere il Ministero, che a seguito della fallimentare gestione da parte di Susana Torres si trova oggetto di una ispezione approfondita da parte del governo. Di conseguenza, tutti gli agenti del ministero (inclusi Amelia, Alonso e Pacino) dovranno svolgere incarichi amministrativi di routine cercando di far apparire il ministero come un ufficio governativo assolutamente normale, dove il lavoro si svolge con la tipica monotonia degli uffici pubblici.
- Interpreti: Pedro Alonso (tenente Saturnino Martín Cerezo); Paco Marín (dottor Rogelio Vigil de Quiñones); Aitor Merino (Antonio Menache); Jordi Vilches (José Lafarga); Susana Córdoba (Elena Castillo); Joan Carles Suau (Miguel); Borja Maestre (Heredia); Alberto Jiménez (capitano Enrique de las Morenas y Fossi)
- Apparizioni speciali: Juan José Ballesta (Vicente González Toca); Nieve de Medina (Marisa)

## Tiempo de valientes II
- Diretto da: Marc Vigil
- Scritto da: Carlos de Pando, Anaïs Schaaff e Javier Olivares

### Trama
Julián si trova intrappolato nel villaggio di Baler, insieme ai soldati che stanno resistendo all'assedio da parte degli insorti filippini. Dopo che il Ministero lo ha fortunosamente localizzato, Salvador invia Alonso de Entrerríos a liberarlo in una missione segreta della quale né Amelia né Pacino sanno nulla. Alonso e Julián saranno pertanto testimoni dell'eroismo dei soldati assediati, a corto di munizioni, costretti a razionare il cibo e consumati dalle malattie tropicali, che continuarono a lottare per quello che credevano fosse ancora territorio spagnolo (in realtà la Spagna aveva già rinunciato ai suoi diritti su Cuba e sulle Filippine in conseguenza della sconfitta nella guerra ispano-americana). A causa della prolungata assenza di Alonso, Amelia e Pacino sospettano che ci sia sotto qualche trama segreta da parte di Salvador.
- Interpreti: Pedro Alonso (tenente Saturnino Martín Cerezo); Paco Marín (dottor Rogelio Vigil de Quiñones); Jordi Vilches (José Lafarga); Aitor Merino (Antonio Menache); Susana Córdoba (Elena Castillo); Xavier Murua (frate Félix); Borja Maestre (Heredia); Alberto Jiménez (capitano Enrique de las Morenas y Fossi)
- Apparizioni speciali: Juan José Ballesta (Vicente González Toca); Pastora Vega (madre di Pacino); Mónica Estarreado (Asunción)

## Óleo sobre tiempo
- Diretto da: Jorge Dorado
- Scritto da: Javier Pascual e Anaïs Schaaff

### Trama
Diego Velázquez riceve uno strano messaggio di allarme sul suo cellulare. Uno dei suoi quadri sta per essere venduto all'asta nel 2016 a un prezzo stratosferico, il che sarebbe assolutamente normale se non fosse per il fatto che il quadro in questione fa parte di un gruppo di numerosi dipinti che rimasero distrutti dal fuoco nell'incendio dell'Alcázar di Madrid nel 1734. A causa dell'assenza delle pattuglie per problemi legati al contratto di lavoro col ministero (che richiede dei giorni di riposo dopo un certo numero di missioni), lo stesso Velázquez riceve l'incarico di recarsi insieme a Irene all'Alcázar nel 1734 per investigare su ciò che sta accadendo. Viene così allo scoperto un furto di opere d'arte su grande scala da parte dell'organizzazione americana "Darrow" (che ha scoperto il modo di viaggiare nel tempo), in collaborazione con Lola Mendieta. Il loro piano è quello di sostituire prima dell'incendio i dipinti originali con delle copie, per poter vendere in seguito gli originali all'asta.
- Interpreti: Fernando Conde (Filippo V di Spagna); María Álvarez (Elisabetta Farnese); María Rodríguez (Enriqueta Martí); Fanny Gautier (Carme); Xavier Boada (Enric Folch); Algis A. Pinedo (Ferguson); Susana Córdoba (Elena Castillo); Markos Marín (John Bennet); Jimmy Shaw (Paul Walcott)

## Separadas por el tiempo
- Diretto da: Abigail Schaaff
- Scritto da: Diana Rojo, Carlos de Pando y Javier Olivares

### Trama
Durante un suo giorno libero, Irene va a una mostra dedicata al ruolo della donna nella lotta per i diritti sociali in Spagna, dove incontra una scolaresca con la sua insegnante, la quale perde conoscenza alla vista di una persona identica a lei in una foto del 1932 che raffigura le Sinsombrero, un collettivo di donne spagnole d'avanguardia della prima metà del XX secolo che cadde nell'oblio. Mentre Irene inizia a investigare sul caso, viene diramato un allarme nel Ministero: Enriqueta Martí, la cosiddetta vampira del Raval, una serial killer spagnola degli inizi del '900, non è stata incarcerata nel 1912 come sarebbe storicamente accaduto, ma è fuggita. La situazione si aggrava quando si scopre che non solo è ancora libera, ma ha anche scoperto come viaggiare nel tempo.
- Interpreti: María Rodríguez (Enriqueta Martí); Carlos Cuevas (Javier); Fanny Gautier (Carme); Mario Tardón (dottor Madrigal); Jose Antonio Baró (ipnotizzatore); Luna Fulgencio (Julita); Arnau García (Salvador da bambino)
- Apparizione speciale: Alexandra Jiménez (Julia Lozano/Teresa Méndez)

## Tiempo de lo oculto
- Diretto da: Javier Ruiz Caldera
- Scritto da: Borja Cobeaga e Diego San José

### Trama
Sebastián Lombardi era il presentatore di un programma televisivo dedicato ai fenomeni occulti e paranormali che, dopo aver scoperto una porta del tempo nel castello di Olite, ne rivelò l'esistenza in una puntata del suo programma. Il governo si vide costretto a sospendere la trasmissione, facendo credere che Lombardi era impazzito. Sette anni dopo, Lombardi ritorna a far parlare di sé e pretende di rivelare a tutti su internet l'esistenza del ministero e delle porte del tempo, esigendo inoltre di poterlo visitare ed effettuare delle riprese televisive al suo interno. Salvador Martí fa del suo meglio per trasformare il ministero in una istituzione pubblica trasandata e monotona, priva di qualunque interesse (con gli impiegati che giocano al solitario sui pc, trascorrono ore al bar e si lamentano inscenando proteste sindacali), ma le cose si complicano e Lombardi fugge per una porta del tempo giungendo ad incontrare Cristoforo Colombo e rischiando di cambiare radicalmente gli eventi che portarono alla scoperta dell'America.
- Interpreti: Roberto Drago (Sebastián Lombardi); Anna Castillo (Sonia Lombardi); Joan Carreras (Cristoforo Colombo); Susana Córdoba (Elena Castillo); José Ramón Iglesias (Germán); Emilio Linder (primo avventore del bar); Ramón Merlo (secondo avventore del bar)

## Hasta que el tiempo nos separe
- Diretto da: Jorge Dorado
- Scritto da: Carlos de Pando, Javier Pascual, Anaïs Schaaff e Javier Olivares

### Trama
In occasione delle nozze di due agenti del ministero, che si svolgono nel castello di Guaramur, nei dintorni di Toledo, vengono invitati anche i familiari e gli amici dei dipendenti, che non sono a conoscenza della reale funzione del ministero e della possibilità dei viaggi nel tempo. Alonso viene insieme ad Elena, una giovane avvocatessa che è identica alla moglie Blanca (i due personaggi sono interpretati dalla stessa attrice, Susana Córdoba), mentre Salvador e Julián ripensano malinconicamente alla loro storia passata con le rispettive mogli ora defunte. Il castello è il luogo in cui una leggenda narra che nel 1212 Costanza, una giovane donna promessa sposa al signore del castello Fadrique, si suicidò gettandosi dalla torre quando le venne impedito di sposare un umile pastore di cui era innamorata. Il problema è che la leggenda è vera, e che nel castello si trova una porta del tempo non catalogata dal ministero, attraverso la quale fugge Costanza, arrivando ai giorni nostri, inseguita poco dopo da Fadrique e da alcuni soldati del suo seguito. La leggenda viene perciò vissuta realmente davanti agli invitati delle nozze, che credono si tratti di una rappresentazione teatrale, ignari del grave pericolo che tutti stanno correndo. Toccherà a Julián e Alonso impedire che la festa finisca in tragedia.
- Interpreti: Nancho Novo (Fadrique); Alba Rivas (Constanza); Chusa Barbero (Claudia); Raúl Cimas (Isaac); Susana Córdoba (Elena Castillo); Richard Sahagún (Alberto Ortigosa); Garbiñe Insausti (Natalia); Maitane San Nicolás (Rocío); José Ramón Iglesias (Germán); Carlos Cuevas (Javier); Ramón Langa (Ambrogio Spinola); Félix Arcarazo (Ernest Hemingway)
- Apparizioni speciali: Nieve de Medina (Marisa); Patrick Criado (Sancho); Pepe Rodríguez

## Cambio de tiempo
- Diretto da: Marc Vigil
- Scritto da: David Sainz e Javier Olivares

### Trama
Dopo la sconfitta dell'Invincibile Armata al largo delle coste inglesi, Filippo II di Spagna, sconvolto dal pensiero del disastro, decide di violare le regole del Ministero - create da Isabella di Castiglia - e viaggiare nel passato per correggere gli errori commessi portando così l'Armata alla vittoria. Poiché i responsabili del Ministero del 1588 si rifiutano di collaborare, Filippo decide di incaricare l'Inquisizione, che entra nel Ministero e scopre che non solo si può viaggiare nel passato, ma anche nel futuro. In conseguenza di ciò, Filippo arriva nell'anno 2016 per conoscere tutti gli errori commessi dalla Spagna nei secoli e intervenire correggendoli sistematicamente, fino a diventare non solo il Re del Mondo, ma anche il Re del Tempo. Quando la pattuglia torna da una missione in cui aveva salvato uno dei padri della Costituzione spagnola del 1812, scopre che la storia è radicalmente cambiata. E non precisamente per il meglio.
- Interpreti: Carlos Hipólito (Filippo II di Spagna); Carlos Kaniowsky (Mateo Vázquez de Leca); Víctor Duplá (Agustín de Argüelles); Jon Ariño (De las Cuevas); Mar Ulldemolins (Maite); Antonio Esquivias (sacerdote dell'Inquisizione); Susana Córdoba (Elena Castillo); Carlos Cuevas (Javier); Maitane San Nicolás (Rocío)
- Apparizioni speciali: Marta Nieto (Isabella del Portogallo); Nieve de Medina (Marisa); Jordi Hurtado.